# Philipp Hermann Eichens
Philipp Hermann Eichens (* 13. September 1813 in Berlin; † 17. Mai 1886 in Paris) war ein deutscher Lithograph und Kupferstecher.

## Leben
1829 bis 1832 war Eichens Schüler an der Berliner Kunstakademie, 1830–1832 Schüler im Atelier des Malers Wilhelm Hensel. Anschließend arbeitete er als Lithograph. Zwischen 1835 und 1838 erfolgte ein Parisaufenthalt, die Anreise unternahm er gemeinsam mit dem Maler Carl Blechen und dem Kunsthändler Louis Friedrich Sachse. Ab 1836 häufige Teilnahme an der Berliner Akademie-Ausstellung und ab 1838 regelmäßige Teilnahme am Pariser Salon. Zwischen 1839 und 1845 hielt er sich erneut in Paris auf. Ab 1845 ist Eichens in Berlin und studiert Stechen und Radieren bei seinem Bruder Eduard Eichens. Die Mezzotintotechnik erlernte er bei Gustav Lüderitz. Ab 1849 fertigte er in Paris Reproduktionen für den Kunsthändler Adolphe Goupil an. 1874 erfolgte die Ernennung zum auswärtigen Mitglied der Königlich Preußischen Akademie der Künste Berlin.